# Середнє Кечово
Середнє Кечо́во (рос. Среднее Кечёво, удм. Шор Кечел) — присілок в Малопургинському районі Удмуртії, Росія.
Урбаноніми:
- вулиці — Зарічна, Колгоспна, Лісові, Лінійна, Набережна, Нова, Озерна, Радянська, Спортивна, Трактова, Тупикова, Шкільна
- провулки — Озерний

## Населення
Населення — 437 осіб (2010; 389 в 2002).
Національний склад станом на 2002 рік:
- удмурти — 89 %